# Faraó dos Bitcoins
Glaidson Acácio dos Santos (28 de fevereiro de 1983, Cabo Frio, Rio de Janeiro), conhecido popularmente como "Faraó dos Bitcoins" é um ex-garçom, ex-pastor e empresário brasileiro, acusado de ter montado um esquema financeiro que teria roubado mais de 9 bilhões de reais de vários clientes sendo considerado um dos maiores infratores da história do país.
Também é acusado de liderar um grupo de extermínio de rivais na região de Cabo Frio, sendo acusado de mandar matar o trader e YouTuber Wesley Pessano, de 19 anos, que foi assassinado a tiros em 04/01/2021 em São Pedro da Aldeia, Região dos Lagos. Também é investigado pela tentativa de homicídio de Nilson Alves da Silva, o Nilsinho, investidor de criptomoedas que também foi alvejado por tiros a mando do Faraó tendo ficado tetraplégico após o incidente.

## História
Glaidson vivia uma vida comum até meados de 2015, depois de servir temporariamente ao treinamento à pastor da Igreja Universal e logo depois como garçom, abriu sua primeira empresa, que juntamente com outras quatro, tinham um valor de capital de 136 milhões de reais
Por volta de 2017, grandes movimentações financeiras ocorreram em sua conta bancária, quando o mesmo morava em um bairro pobre de Cabo Frio (RJ) vindas através de bitcoins supostamente financiados pelo tráfico de drogas
Uma de suas empresas era a G.A.S Consultoria & Tecnologia (conhecida pelos investidores simplesmente por G.A.S) que prometia retorno de mais de 10% do valor investido sobre empréstimos via bitcoin

## Multas, condenação e prisão
Em 25 de agosto de 2021, Glaidson, foi preso na Operação Kryptos, da Polícia Federal do Brasil (PF), do Ministério Público Federal (MPF) e da Receita Federal, por operar um esquema de piramide financeira. A Comissão de Valores Mobiliários (CVM) multou em mais de 34 milhões de reais por realizar comprar valores imobiliários sem qualquer tipo de registro.
Em 24 de janeiro de 2024, a venezuelana Mirelis Diaz Zerpa, a esposa de Glaidson, foi presa em uma operação de uma colaboração entre a Polícia Federal do Brasil, o U.S Immigrations and Customs Enforcement (ICE) e o Serviço Secreto norte-americano em Chicago, nos Estados Unidos, após ser declarada foragida desde 2021. Em janeiro de 2025 conseguiu suspender na Justiça um pedido de deportação para o Brasil, ela seria uma das pessoas deportadas pelo governo do segundo mandato do presidente dos Estados Unidos, Donald Trump.
Em 4 de março de 2025, Ricardo Rodrigues Gomes, o Piloto, que é apontado pela Polícia Federal do Brasil e pelo Ministério Público Federal como o principal operador de Glaidson, foi preso na Flórida, nos Estados Unidos, após ser foragido desde 2021.
Em 16 de maio de 2025, a Justiça do Rio de Janeiro confirmou a antecipação dos efeitos da falência da GAS Consultoria e Tecnologia, controlada por Glaidson Acácio dos Santos, e decretou a quebra da empresa.
Em 21 de junho de 2025, Mirelis Diaz Zerpa chegou ao aeroporto Internacional do Galeão, no Rio de Janeiro após ser deportada dos Estados Unidos.
Em 11 de agosto de 2025, Thiago Júlio Galdino foi preso por participar de homicídios e homicídios tentados a mando de Glaidson contra concorrentes da GAS Consultoria. A prisão ocorreu em operação da  Delegacia de Roubos e Furtos de Automóveis (DRFA) no Parque São Bento, em Duque de Caxias.

## Candidatura
Glaidson chegou a concorrer a deputado do Rio de janeiro pelo partido "Democracia Cristã", mesmo sendo indiciado e preso por fraude fiscal, o mesmo conseguiu cerca de 37 mil votos, porém, não chegou a ser eleito